# Iglesia parroquial de San Lorenzo (Schaan)
La Iglesia parroquial de San Lorenzo es la iglesia parroquial católica de la parroquia de Schaan en el Principado de Liechtenstein. La iglesia dedicada a San Lorenzo fue construida entre 1888 y 1893 en estilo neogótico y reemplazó a la antigua iglesia parroquial de San Lorenzo.
- Datos: Q29881802
- Multimedia: Pfarrkirche Schaan / Q29881802